# ناحية جرمانا
ناحية جرمانا إحدى نواحي سوريا تتبع إداريّاً لمحافظة ريف دمشق منطقة مركز ريف دمشق ومركزها مدينة جرمانا، بلغ تعداد سكان الناحية 114,363 نسمة حسب التعداد السكاني لعام 2004.